# District de Mongu
Le district de Mongu est un district de Zambie, situé dans la Province Occidentale. Sa capitale se situe à Mongu. Selon le recensement zambien de 2000, le district a une population de 162 002 personnes.